# UNITEC-1
UNITEC-1 (UNISEC Technology Experiment Carrier-1) – ist eine interplanetare Raumsonde des japanischen Universitätenkonsortiums UNISEC (University Space Engineering Consortium).

## Verlauf
Der Größe nach ein Nanosatellit, wurde diese Universitätssonde auf eine Bahn zur Venus geschickt und sollte dort technologischen Experimenten sowie Kommunikationsversuchen über große Distanzen dienen.
Der Start erfolgte am 20. Mai 2010 (Ortszeit: 21. Mai) mit einer Trägerrakete vom Typ H-IIA-202 vom japanischen Weltraumbahnhof Tanegashima. Diese Rakete brachte auch die Venus Sonde Akatsuki, das Sonnensegelexperiment IKAROS sowie drei kleinere CubeSats in eine Transferbahn. UNITEC-1 wurde als letzter Satellit von der H-IIA-Oberstufe abgetrennt. Am Tag nach dem Start konnten die Signale der Sonde empfangen werden, bis sie in den Erdschatten eintrat. Die Entfernung betrug dabei etwa 320.000 km. Weitere Empfangsversuche blieben erfolglos und wurden am 31. Mai eingestellt.

## Technische Daten
- Größe: würfelförmig 35 × 35 × 35 cm
- Masse: 15,76 kg
- Downlink-Frequenz: 5,8 GHz
- Downlink-Sendeleistung: 9,6 Watt

## Missionsziele
- In Form eines Wettbewerbs sollten verschiedene Bordcomputer der teilnehmenden Universitäten einer Prüfung unterzogen werden.
- Empfang sehr schwacher Radiosignale mit niedriger Datenrate aus dem Weltraum.
- Bestimmung der Bahndaten der Sonde durch Peilung und Auswertung der Dopplerverschiebung unter Verwendung von Kalman-Filtern.

## Konstruktion
Fünf Seiten der würfelförmigen Raumsonde tragen Solarzellen aus Gallium-Arsenid. Auf der sechsten Seite ist die Verbindung zur Trägerrakete bzw. der Separationsmechanismus angebracht. Alle On-Bord-Systeme sind auf vier vertikalen Platten auf der Innenseite des Körpers angebracht. Die Solarzellen dienen der Energieversorgung der Nutzlasten und laden zur Pufferung einen der Nickel-Metallhydrid-Akkumulatoren. Die Systeme sind nicht redundant. Die Sonde hat keine Lagestabilisierung, das heißt, dass sie während des Fluges taumelt. Die Sonde verfügt über einen übergeordneten Bordcomputer (Main Onboard Computer) sowie sechs weitere Bordcomputer (University Onboard Computer), die von den teilnehmenden Universitäten beigestellt werden und in ihrer Leistungsfähigkeit unter Weltraumbedingungen verglichen werden sollten.